# Saint-Patrice-de-Claids
Saint-Patrice-de-Claids település Franciaországban, Manche megyében. Lakosainak száma 177 fő (2022. január 1.). Saint-Patrice-de-Claids Gonfreville, Gorges, Laulne, Millières, Périers és Vesly községekkel határos.

## Népesség
A település népessége az elmúlt években az alábbi módon változott:
| Lakosok száma | 241  | 165  | 180  | 158  | 165  | 165  | 176  | 178  | 179  | 177  |
|               | 1968 | 1982 | 1990 | 2006 | 2013 | 2015 | 2017 | 2019 | 2020 | 2022 |